# Évasion de la prison de Maze

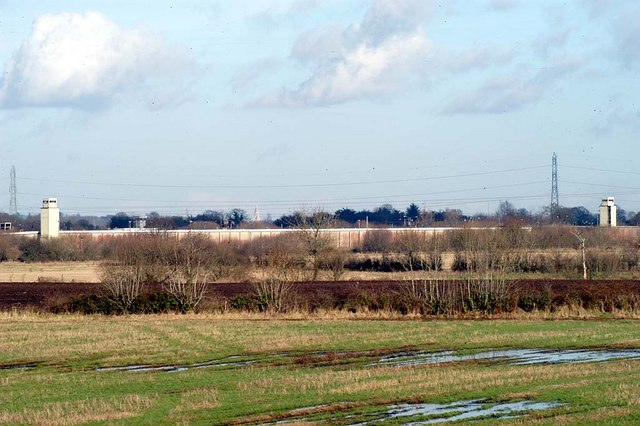
La Prison de Maze(Royaume-Uni)

L'évasion de la prison de Maze (en anglais : Maze Prison escape, et plus particulièrement pour les Républicains irlandais comme la Great Escape) a eu lieu le 25 septembre 1983 à la prison de Maze en Irlande du Nord.
Cette prison de sécurité maximale, considérée comme l'une des prisons les plus protégées d'Europe contre les évasions, a accueilli des prisonniers reconnus coupables d'avoir participé à des campagnes paramilitaires armées pendant le conflit nord-irlandais.
Plus grande évasion carcérale de l'histoire du Royaume-Uni, 38 prisonniers de l'armée républicaine irlandaise provisoire (IRA) se sont évadés de la prison. Un officier de la prison est mort d'une crise cardiaque à la suite de l'évasion et vingt autres ont été blessés, dont deux abattus avec des armes introduites dans la prison.
L'évasion sert à la propagande de l'IRA, et un ministre du gouvernement britannique doit faire face à des appels à démissionner.
L'enquête officielle sur l'évasion a placé la majeure partie des responsabilités sur le personnel pénitentiaire, qui à son tour a blâmé l'ingérence politique dans le fonctionnement de la prison.